# طبقه‌بندی موضوعی ریاضیات
طبقه‌بندی موضوعی ریاضیات (به انگلیسی: Mathematics Subject Classification (MSC)) یک طرح طبقه‌بندی الفبایی عددی است که با همکاری کارکنان و بر اساس پوشش دو پایگاه داده اصلی بررسی ریاضی، Mathematical Reviews و Zentralblatt MATH، تولید شده است. MSC توسط بسیاری از مجله‌های ریاضی استفاده می‌شود که از نویسندگان مقاله‌های پژوهشی و ترویجی می‌خواهند کدهای موضوعی را از طبقه‌بندی موضوعی ریاضیات در مقاله‌های خود فهرست کنند. نسخه کنونی MSC2020 است.